# Sara Algotsson Ostholt
Sara Algotsson Ostholt (n. 8 decembrie 1974, Rockneby⁠(d), Comitatul Kalmar, Suedia) este o sportivă ce a reprezentat Suedia, medaliată olimpică. A participat la 4 ediții ale Jocurilor Olimpice (2004, 2012, 2016, 2020) în care a câștigat o medalie de argint.